# Dorstenia fawcettii
Dorstenia fawcettii är en mullbärsväxtart som beskrevs av Ignatz Urban. Dorstenia fawcettii ingår i släktet Dorstenia och familjen mullbärsväxter. Inga underarter finns listade i Catalogue of Life.